# مخيم خان الشيح
مخيم خان الشيح أحد مخيمات اللاجئين الفلسطينيين ويقع بجانب الأطلال القديمة لخان الشيح التي تبعد 27 كيلومتر إلى الجنوب الغربي من دمشق. وقد عمل الخان في الأصل كمنامة للقوافل التجارية بين دمشق وبين الجنوب الغربي. وقد عمل الخان على توفير ملجأ لأوائل اللاجئين من فلسطين في عام 1948. وقد تأسس المخيم في عام 1949 فوق مساحة من الأرض تبلغ 0,69 كيلومتر مربع. ومعظم اللاجئين في المخيم هم من الأجزاء الشمالية في فلسطين، والعديد منهم اليوم حاصلون على درجات جيدة من التعليم ويعملون كمعلمين أو كموظفين في الخدمة المدنية. أما الآخرون فهم يعملون كمزارعين في الأراضي المملوكة للسوريين وعمال يدويين في الورشات المجاورة. يتواجد في المخيم ثانوية ومدرستين ابتدائيتين وإعدادية ومستوصف صحي تديره وكالة الأمم المتحدة - الأونروا.
يعتبر مخيم خان الشيح ثالث أكبر المخيمات الفلسطينية  (المعترف بها) في سوريا، وهو من أقدم المخيمات الفلسطينية، ومن المخيمات العشرة المعترف بها في سوريا، وهو الأقرب بين مخيمات سوريا إلى حدود فلسطين المحتلة، فلا يفصله عن حدودها سوى 60 كم تقريبا. وبدأت موجات الهجرة تصل إلى هذا المخيم في الأشهر الأولى من عام 1948 خاصة بعد سقوط مدينة طبريا.

## السكان
يقطن المخيم ما يقارب 30,000 وينتمي معظم اللاجئين في المخيم لمناطق الجليل الأعلى من قضاء طبريا وقضاء صفد في فلسطين، والعديد منهم اليوم حاصلون على درجات جيدة من التعليم ويعملون كمعلمين أو كموظفين في الخدمة المدنية أما الآخرون فهم يعملون كمزارعين في الأراضي المملوكة للسوريين وعمال يدويين في الورشات المجاورة.
ينحدر معظم السكان من عرب المواسي، بالإضافة إلى كراد البقارة، كراد الغنامة، كراد الخيط،  غوير أبو شوشة، ياقوق، وقرى سهل الحولة (الدوارة، قيطية، الصالحية الخالصة، وملاحة).

## تسمية المخيم
تسمية (خان الشيح) فقد أتت من الخان الذي يعود إلى العهد العثماني الموجود غرب المخيم والذي يعرف على مدار التاريخ بأنه استراحة ليلية للقوافل التجارية المارة على الطريق بين دمشق والجنوب الغربي، ومن الشيح وهو نبات من الشوكيات اشتهرت به هذه المنطقة فاجتمعت الكلمتان ((خان الشيخ))، علماً أن المخيم ظل يحمل اسم مخيم العودة حتى الستينيّات من القرن الماضي.
وقدر عدد المساكن في مخيم خان الشيح عند الإنشاء بـ 500 منزل يسكنها 6014 لاجئاً. تطور العدد بشكل كبير ووصل عدد المنازل في عام 1995م إلى 758 مسكناً. أما في عام 2009 فوصل العدد إلى أكثر من 2524 مسكناً.

## الموقع والحدود
يمر من خلاله نهر الأعوج من جهته الجنوبية. وقد توسعت رقعة المخيم تدريجياً وانتشرت بيوته الفقيرة المتداخلة والمتراكبة بعضها فوق بعض.
بلغت مساحة مخيم خان الشيح عند الإنشاء 690 ألف متر مربع. لكن مع بداية الثمانينيات أخذت رقعة المخيم تتسع باتجاهين، الأول في المنطقة الشمالية الغربية، والثاني في المنطقة الجنوبية الغربية ويكاد الشارع الرئيس (دمشق القنيطرة) يقسم مناطق السكن الحديث عن مناطق السكن القديم.

## الحالة الاجتماعية
التطور الاجتماعي والاقتصادي في المخيم بطيء ومحكوم بجملة من العوامل الذاتية التي تميزه عن غيره من التجمعات الفلسطينية في سوريا، حيث حدت التركيبة المجتمعية من برامج التنمية التي استفادت منها التجمعات الأخرى مما أدى إلى تشوه في البنية التحتية والخدمات، فيما لجأت إليه عائلات من مخيم اليرموك بعد معركة مخيم اليرموك، وبعد مرور عامين على الحرب الأهلية السورية وتعرض المخيم للحصار غادرت بضع عائلات من المخيم متوجهة إلى أوروبا بحثا عن اللجوء الإنساني.